# Phaegorista rubriventris
Phaegorista rubriventris là một loài bướm đêm trong họ Erebidae.